# Heinz-Walter Schmitz
Heinz-Walter Schmitz (* 1944 in der Nähe von Köln) ist ein deutscher katholischer Kirchenmusiker, Autor und Komponist. 

## Leben
1976 wurde er Domkantor am Passauer Dom. 2000 wechselte er ins Ordinariat des Bistums Passau, wo er bis zum Ruhestand 2009 als Diözesankirchenmusikdirektor das Referat Kirchenmusik leitete. Er veröffentlichte zahlreiche Arbeiten zu kirchenmusikalischen Themen sowie liturgische Kompositionen.
Derzeit lebt er in Österreich.